# Beringin Airport
Beringin Airport (indonesiska: Bandar Udara Beringin) är en flygplats i Indonesien.   Den ligger i provinsen Kalimantan Tengah, i den nordvästra delen av landet, 1 100 km nordost om huvudstaden Jakarta. Beringin Airport ligger 29 meter över havet.
Terrängen runt Beringin Airport är platt. Runt Beringin Airport är det ganska glesbefolkat, med 42 invånare per kvadratkilometer. I omgivningarna runt Beringin Airport växer i huvudsak städsegrön lövskog.